# Stehbolzen

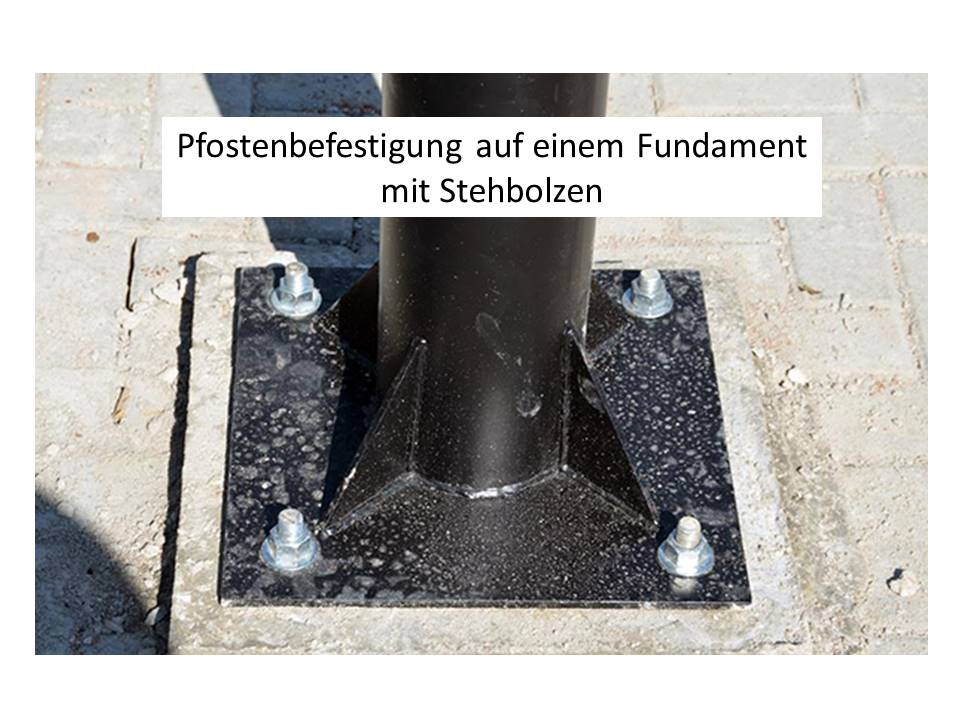
Befestigung eines Pfostens auf einem Fundament mit Stehbolzen

Stehbolzen sind Metallbolzen, die mit einer ihrer Schnittkreisflächen fest mit einem Bauteil verbunden sind und somit auf diesem „stehen“. Über die Stehbolzen können dann weitere Bauteile mit dem ersten verbunden werden. Sie dienen als Befestigungsteile in vielen Bereichen des Maschinenbaus und der Elektrotechnik. Es gibt sie mit und ohne Gewinde.

## Stehbolzen mit Gewinde
Stehbolzen mit Gewinde sind die am häufigsten anzutreffende Ausführung. Sie sind Befestigungsteile ähnlich den Schrauben, haben jedoch keinen Schraubenkopf.

## Stehbolzen ohne Gewinde
Bei Stehbolzen ohne Gewinde wird das zweite Bauteil zum Beispiel mittels Nieten mit dem ersten verbunden. Ein Beispiel für Stehbolzen ohne Gewinde ist die Verbindung der Feuerbüchse mit dem Rest des Stehkessels bei Dampflokomotiven.